# Кристиан фон Шлезвиг-Холщайн-Зондербург-Августенбург
Фридрих Кристиан Карл Август фон Шлезвиг-Холщайн-Зондербург-Августенбург (на немски: Friedrich Christian Karl August Prinz zu Schleswig-Holstein-Sonderburg-Augustenborg; * 22 януари 1831 в дворец Августенбург, Дания; † 28 октомври 1917 в Лондон) от страничната линия на фамилията Олденбург е принц от Шлезвиг-Холщайн-Зондербург-Августенбург и член на британската кралска фамилия.
Той е третият син на херцог Кристиан Август фон Шлезвиг-Холщайн-Зондербург-Августенбург (1798 – 1869) и съпругата му графиня Луиза София от Данескиолд-Самсойе (1796 – 1867), дъщеря на граф Кристиан Конрад Софус от Данескийолд-Самсойе (1774 – 1823) и Йохана Хенриета Валентина Каас (1776 – 1843).
Принц Кристиан Карл участва с по-големия си брат принц Фридрих VIII Кристиан Август (1829 – 1880) на немска страна във войната в Шлезвиг-Холщайн (1848 – 1851), който през 1869 г. става херцог на Шлезвиг-Холщайн-Зондербург-Августенбург. Той следва след войната право в университета в Бон, където се запознава с трон-принца и по-късен свой зет Фридрих III от Прусия.
Фридрих Кристиан Карл Август умира на 86 години на 28 октомври 1917 г. в Лондон.

## Фамилия
Фридрих Кристиан Карл Август се жени на 5 юли 1866 г. в замък Уиндзор за принцеса Хелена Великобританска (* 25 май 1846, Бъкингамски дворец, Лондон; † 9 юни 1923, Лондон), третата дъщеря на принц-консорт, херцог Алберт фон Сакс-Кобург-Гота (1819 – 1861) и кралица Виктория (1819 – 1901).

- Кристиан Виктор Алберт Лудвиг Ернест Антон (* 14 април 1867, Уиндзор; † 29 октомври 1900, Претория), неженен, принц, офицер, неженен
- Алберт Джон Карл Фредерик Алфред Георг (* 26 февруари 1869, Уиндзор; † 27 април 1931, Берлин), неженен, от 1921 г. титуляр-херцог на Шлезвиг-Холщайн-Зондербург-Августенбург; има незаконна дъщеря
- Виктория Луиза София Августа Амелия Хелена (* 3 май 1870, Уиндзор; † 13 март 1948, Лондон), неомъжена
- Франциска Йозефа Луиза Августа Мария Кристиана Хелена (* 12 август 1872, Уиндзор; † 8 декември 1956, Лондон), омъжена на 6 юли 1891 г. замък Уиндзор (развод 13 декември 1900) за принц Ариберт фон Анхалт (1864 – 1933)
- Фредерик Кристиан Августус Леополд Едвард Харолд (* 12 май 1876; † 20 май 1876)
- син (*/† 7 май 1877)